# Culkerton
Culkerton – przysiółek w Anglii, w Gloucestershire. Leży 11 km od miasta Cirencester. Culkerton jest wspomniana w Domesday Book (1086) jako Culcorto(r)ne.